# ZSU-23-4MP Biała
ZSU-23-4 "Biała" là tên một loại pháo phòng không tự hành do quân đội Ba Lan thiết kế và là một bản sửa chữa từ phiên bản ZSU-23-4 (của quân đội Liên Xô). Phiên bản ZSU-23-4 "Biała" được trang bị ống ngắm mới và thêm 4 tên lửa đối không Grom vào hệ thống vũ khí. Pháo tự động AZP-23 cũng được trang bị các loại đạn mới-hiện đại hơn và tăng tầm bắn lên 3.5 km(hơn ZSU-23-4 0.5-1 km). Tên lửa đối không Grom có tầm bắn tối đa lên đến 5.5 km
Có khoảng 70 chiếc ZSU-23-4 "Biała" được sản xuất để phục vụ cho quân đội Ba Lan nhằm thay thế cho kiểu pháo tự hành phòng không PZA Loara(được trang bị pháo tự động 35 mm).